# اوساریمن اباگوا
اوساریمن اباگوا (به انگلیسی: Osarimen Ebagua؛ زادهٔ ۶ ژوئن ۱۹۸۶) بازیکن فوتبال اهل نیجریه است.
از باشگاه‌هایی که در آن بازی کرده‌است می‌توان به باشگاه فوتبال اسپتزیا، باشگاه فوتبال پرو ورچلی، باشگاه فوتبال کومو، باشگاه فوتبال تورینو، باشگاه فوتبال وارزه، باشگاه فوتبال کازاله، باشگاه فوتبال ویچنزا، باشگاه فوتبال باری، باشگاه فوتبال نووارا، باشگاه فوتبال کاتانیا، و باشگاه فوتبال دلفینو پسکارا اشاره کرد.